# Giuseppe Pancaro
Giuseppe Pancaro (ur. 26 sierpnia 1971 roku w Cosenzy) – były włoski piłkarz występujący najczęściej na pozycji prawego obrońcy.

## Kariera klubowa
Giuseppe Pancaro zawodową karierę rozpoczynał w 1988 roku w klubie FC Acri, z którego rok później trafił do Torino Calcio. Następnie na jeden sezon został wypożyczony do zespołu Nuova Avezzano Calcio, by latem 1992 roku podpisać kontrakt z Cagliari Calcio. W debiutanckim sezonie w ekipie "Rossoblu" Pancaro zaliczył tylko trzy ligowe występy, a w kolejnych rozgrywkach wystąpił w siedmiu spotkaniach. W kolejnych trzech sezonach włoski obrońca był już jednak podstawowym zawodnikiem swojego zespołu, a łącznie dla Cagliari rozegrał 99 meczów w Serie A.
Po spadku klubu do drugiej ligi Pancaro odszedł do S.S. Lazio, gdzie jak się później okazało spędził kolejne sześć lat swojej kariery. W tym czasie odnosił wiele sukcesów – zdobył mistrzostwo kraju, Puchar Zdobywców Pucharów oraz Superpuchar Europy, a oprócz tego dwa razy sięgnął po puchar i superpuchar kraju. Łącznie w barwach Lazio Pancaro wystąpił w 151 ligowych meczach i zdobył cztery gole.
W 2003 roku Włoch w ramach wymiany za Demetrio Albertiniego został zawodnikiem AC Milan. W ekipie "Rossonerich" pełnił rolę rezerwowego, jednak regularnie dostawał szanse gry. W sezonie 2003/2004 roku razem z Milanem Pancaro zwyciężył w rozgrywkach Superpucharu Europy i Superpucharu Włoch oraz zdobył drugie w swojej karierze mistrzostwo Włoch. Następnie na zasadzie wolnego transferu przeszedł do Fiorentiny, a po sezonie powrócił do Torino FC. Wraz z końcem rozgrywek 2006/2007 Pancaro postanowił zakończyć piłkarską karierę.

## Kariera reprezentacyjna
W reprezentacji Włoch Pancaro zadebiutował 28 kwietnia 1999 roku w zremisowanym 0:0 spotkaniu przeciwko Chorwacji. Ostatni mecz w kadrze rozegrał natomiast 9 lutego 2005 roku, kiedy to "Squadra Azzura" pokonała Rosję 2:0. Łącznie dla drużyny narodowej Pancaro zaliczył dziewiętnaście występów i nie strzelił ani jednego gola.